# Thanatephorus sterigmaticus
Thanatephorus sterigmaticus é uma espécie de fungo pertencente à família Ceratobasidiaceae.